# 水遮站
水遮站（朝鲜语：수차역；）曾为朝鲜铁路北部内陆线上的一个车站，位于两江道三水郡，启用及废止时间不明。